# Municipio de West Branch (condado de Missaukee)
El municipio de West Branch (en inglés: West Branch Township) es un municipio ubicado en el condado de Missaukee en el estado estadounidense de Míchigan. En el año 2010 tenía una población de 466 habitantes y una densidad poblacional de 5,05 personas por km².

## Geografía
El municipio de West Branch se encuentra ubicado en las coordenadas 44°22′52″N 85°2′5″O / 44.38111, -85.03472. Según la Oficina del Censo de los Estados Unidos, el municipio tiene una superficie total de 92.29 km², de la cual 92,08 km² corresponden a tierra firme y (0,23 %) 0,21 km² es agua.

## Demografía
Según el censo de 2010, había 466 personas residiendo en el municipio de West Branch. La densidad de población era de 5,05 hab./km². De los 466 habitantes, el municipio de West Branch estaba compuesto por el 97 % blancos, el 0,64 % eran afroamericanos, el 0,64 % eran amerindios, el 0,43 % eran asiáticos, el 0,21 % eran de otras razas y el 1,07 % eran de una mezcla de razas. Del total de la población el 1,5 % eran hispanos o latinos de cualquier raza.